# Cinco solas

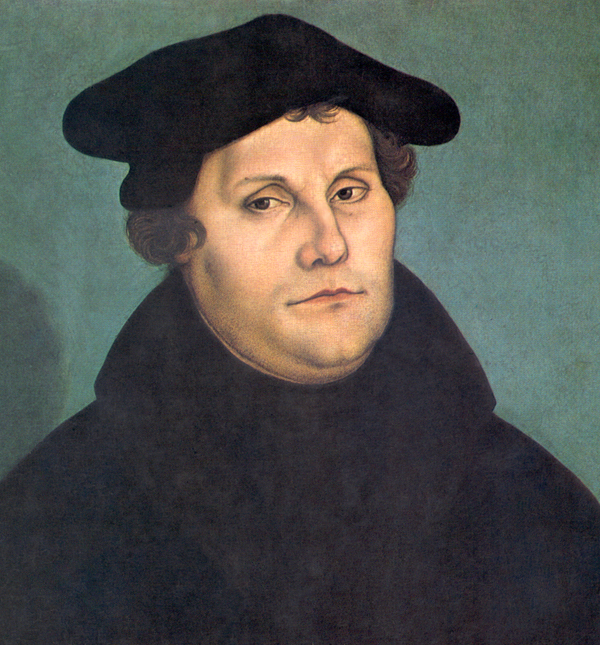
Martín Lutero, principal impulsor de la reforma protestante.

Cinco solas es la denominación conjunta para cinco frases en latín que surgieron durante la Reforma protestante y resumen las creencias teológicas básicas de los reformadores o protestantes que entraban en contraposición con la doctrina católica.
La palabra latina sola significa en español “solo” o “solamente”. Las cinco solas expresaban cinco creencias fundamentales, que los reformadores entendían como pilares esenciales para la vida y práctica cristianas. Todas y cada una de las solas rechazaban o se oponían explícitamente a prácticas y doctrinas extendidas a comienzos del siglo XVI en la cristiandad latina y que los reformadores criticaban, atribuyéndolas a la usurpación de competencias, atributos o cualidades por la jerarquía eclesiástica de la Iglesia católica, y especialmente por su cabeza, el Papa; y que en realidad correspondían, o bien únicamente a Dios, o bien a todos los cristianos (sacerdocio universal).

## Historia
Las solas no se articularon sistemáticamente hasta el siglo XX; sin embargo, los mismos reformadores usaron sola gratia y sola fide en conjunto. Por ejemplo, en 1554 Felipe Melanchthon escribió: " sola gratia justificamus et sola fide justificamur "  ("sólo por la gracia justificamos y sólo por la fe somos justificados"). Todas las solas aparecen en varios escritos de los reformadores protestantes, pero ninguno las cataloga juntas.
En 1916, el erudito luterano Theodore Engelder publicó un artículo titulado "Los tres principios de la Reforma: Sola Scriptura, Sola Gratia, Sola Fides" ("solo escritura, solo gracia, solo fe"). En 1934, el teólogo Emil Brunner sustituyó a Soli Deo gloria por Sola Scriptura. En 1958, el historiador Geoffrey Elton, resumiendo el trabajo de Juan Calvino, escribió que Calvino había "unido" las "grandes consignas". Geoffrey Elton enumeró Sola fide con SSola gratia como un término, seguido de SSola scriptura y Soli Deo gloria. Más tarde, al comentar sobre el sistema teológico de Karl Barth, Brunner añadió Solus Christus a la letanía de solas, dejando fuera la Sola scriptura. La primera vez que se mencionan las dos solas adicionales es en 1965, La Iglesia y el mundo de Johann Baptiste Metz .

## Las tres solas
En la mayoría de las primeras articulaciones de las solas, normalmente se especificaron tres: escritura sobre tradición, fe sobre obras y gracia sobre mérito. Cada una tenía la intención de representar una distinción importante en comparación con las enseñanzas reivindicadas en la doctrina católica.

### Sola scriptura ("solo por las Escrituras")
Sola Scriptura (en latín ablativo, sōlā scrīptūrā, que significa "solo por las Escrituras") es sostenida por las teologías luterana y reformada y afirma que las Escrituras deben gobernar sobre las tradiciones e interpretaciones de la Iglesia que se consideran sujetas a las Escrituras. Todas las tradiciones, credos y enseñanzas de la Iglesia deben estar en unidad con las enseñanzas de las Escrituras como la Palabra de Dios divinamente inspirada.
Sola Scriptura afirma que la Biblia puede y debe ser interpretada por sí misma, siendo un área de la Escritura útil para interpretar otras. Este principio se basa en gran parte en 2 Timoteo 3:16, que dice: "Toda la Escritura está inspirada por Dios y es útil para enseñar, para reprender, para corregir, para instruir en justicia." El hecho de que la Escrituras pueda interpretarse a sí misma, es un medio por el cual se muestra la unidad de la Escritura como un todo. Como todas las doctrinas se forman a través del entendimiento de las Escrituras, se debe encontrar que todas las doctrinas se alinean con las Escrituras y, como tales, están sujetas a las Escrituras antes de que el creyente pueda comenzar a aplicarlas.
Este Sola en particular se llama a veces el principio formal de la Reforma, ya que es la fuente y la norma de la causa o principio material, el evangelio de Jesucristo que se recibe sola fide (ablativo latino, sōlā fidē, que significa "solo por la fe"), sola gratia (ablativo latino, sōlā grātiā, que significa "solo por la gracia" o por el favor de Dios). El adjetivo (sola) y el sustantivo (scriptura) están en el caso ablativo más que en el caso nominativo para indicar que la Biblia no está aislada de Dios, sino que es el instrumento de Dios mediante el cual se revela a sí mismo para la salvación mediante la fe en Cristo (solus Christus o solo Christo).
La teología metodista, por otro lado, consagra la prima scriptura en su concepto teológico del cuadrilátero wesleyano, que sostiene que la Sagrada Tradición, la Razón y la Experiencia son fuentes de la teología cristiana, pero están subordinadas a la Sagrada Escritura, que es la autoridad principal.

### Sola fide ("solo por la fe")
Sola fide , o "solo por la fe", afirma que las buenas obras no son un medio ni un requisito para la salvación. Sola fide es la enseñanza de que la justificación (interpretada en la teología luterana y reformada como "ser declarado justo por Dios") se recibe solo por la fe, sin necesidad de buenas obras por parte del individuo. En las teologías clásicas luterana y reformada, las buenas obras se consideran evidencia de la fe salvadora, pero las buenas obras en sí mismas no determinan la salvación. Algunos protestantes ven esta doctrina resumida con la fórmula "La fe produce justificación y buenas obras" y en contraste con una fórmula putativa católica "La fe y las buenas obras producen justificación". El lado católico del argumento se basa en Santiago 2: 14-17. Hermanos míos, ¿de qué aprovechará si alguno dice que tiene fe, pero no tiene obras? ¿Podrá la fe salvarlo? Si un hermano o una hermana están desnudos y faltos del sustento diario, y uno de ustedes les dice: 'Vayan en paz, calentaos y saciaos ", pero no les das lo necesario para el cuerpo, ¿de qué sirve? Así también la fe en sí misma, si no tiene obras, está muerta". (Santiago 2: 14-17, NKJV) Es aún más claro en Santiago 2:24, el único lugar en las Escrituras donde se usa la frase: "Mira cómo una persona es justificada por las obras y no solo por la fe". Asimismo, las Iglesias Metodistas enfatizan que ordinariamente, tanto la fe como las buenas obras juegan un papel en la salvación; en particular, las obras de piedad y las obras de misericordia , en la teología wesleyana-arminiana, son "indispensables para nuestra santificación ". El obispo Scott J. Jones en Doctrina Metodista Unida escribe que en la teología metodista :
La fe es necesaria incondicionalmente para la salvación. Las buenas obras son necesarias solo condicionalmente, es decir, si hay tiempo y oportunidad. El ladrón en la cruz en Lucas 23: 39-43 es el ejemplo de Wesley de esto. Creyó en Cristo y se le dijo: "De cierto te digo que hoy estarás conmigo en el paraíso". Esto sería imposible si las buenas obras, que son fruto del arrepentimiento genuino y la fe, fueran incondicionalmente necesarias para la salvación. El hombre se estaba muriendo y le faltaba tiempo; sus movimientos eran confinados y carecía de oportunidades. En su caso, solo la fe era necesaria. Sin embargo, para la gran mayoría de los seres humanos, las buenas obras son necesarias para continuar en la fe porque esas personas tienen tanto el tiempo como la oportunidad para ellas.
Para entender Sola fide es importante entender los matices de la diferencia entre las nociones católica y luterana / reformada del término "justificación". Ambos grupos están de acuerdo en que el término invoca una comunicación de los méritos de Cristo a los pecadores, no una declaración de impecabilidad; Lutero usó la expresión simul justus et peccator("al mismo tiempo justificado y pecador"). Sin embargo, el catolicismo romano ve la justificación como una comunicación de la vida de Dios a un ser humano, limpiándolo del pecado y transformándolo verdaderamente en un hijo de Dios, de modo que no es simplemente una declaración, sino que el alma se hace realmente objetivamente justa. Los puntos de vista luterano y reformado de la justificación, por el contrario, son que es obra de Dios a través de los medios de la gracia. La fe es la justicia de Dios que se realiza en nosotros mediante la palabra y los sacramentos. La ley y el evangelio obran para matar al yo pecador y lograr la nueva creación dentro de nosotros. Esta nueva creación dentro de nosotros es la fe de Cristo. Si no tenemos esta fe, entonces somos impíos. Las indulgencias o las oraciones humanas no añaden nada, no son nada. Todos tienen algún tipo de fe, por lo general, fe en sí mismos. Pero necesitamos que Dios destruya continuamente la fe moralista y la reemplace con la vida de Cristo. Necesitamos la fe que viene de Dios a través de la ley y el evangelio, la palabra, las obras y los sacramentos. En el documento fundacional de la Reforma, las 95 Tesis, Lutero dijo que (1) "Cuando nuestro Señor y Maestro Jesucristo dijo: 'Arrepentíos' (Mateo 4:17), quiso que toda la vida de los creyentes fuera una de arrepentimiento" y (95) "Y así estar seguros de entrar en el cielo a través de muchas tribulaciones, más bien que por la falsa seguridad de la paz (Hch. 14:22)".
La verdadera distinción, por lo tanto, entre el punto de vista luterano / reformado y católico de la justificación no es una cuestión de ser "declarado justo" versus ser "hecho justo", sino más bien es el medio por el cual uno es justificado. En la teología católica, después de la conversión inicial que se basa únicamente en los méritos de Cristo (CIC 2010), las obras justas se consideran meritorias para la salvación además de la fe, mientras que en las teologías luterana y reformada, las obras justas se consideran el resultado y la evidencia de un creyente verdaderamente justificado y regenerado que los ha recibido solo por la fe.
El medio efectivo real por el cual una persona recibe la justificación es también una división fundamental entre las creencias católica y luterana / reformada. En la teología católica, la conversión efectúa la justificación (CCC 1989) y Dios da al bautizado la gracia de la justificación (CCC 1266): sin embargo, la fe requerida para el bautismo no es una fe perfecta y madura (CCC 1253). En el bautismo, incluso de infantes, la gracia de la justificación y santificación se "infunde" en el alma, haciendo que el recipiente sea justificado (de hecho, en el caso de un infante que es bautizado, incluso antes de que tenga la capacidad de comprender conscientemente el Evangelio y responder con fe). Para el católico, el bautismo funciona " ex opere operato "o" por la obra del acto ", y por lo tanto es el acto eficiente y suficiente para producir la justificación, en el caso de un niño del pecado original solamente, en el caso de un adulto creyente arrepentido de todos los pecados. Para el luterano, el bautismo es una obra de Dios por la cual el perdón de los pecados y la salvación ganados por la muerte de Cristo, y confirmados por la resurrección de Cristo, se dan a la persona bautizada que cree en la Palabra de Dios que dice que Él está haciendo exactamente eso en el bautismo. El bautismo en el infante no sólo es apropiado, sino que se insta: "Hacemos que el niño tenga la convicción y la esperanza de que cree, y oramos para que Dios le conceda fe; pero no lo bautizamos sobre eso, sino únicamente por mandato de Dios ". Sin embargo, en las teologías reformadas, especialmente en la de los bautistas, la fe del individuo es absolutamente necesaria y es en sí misma la respuesta eficiente y suficiente del individuo que efectúa la justificación. Por lo tanto, para los reformados, el bautismo de niños se realiza sobre la base de la promesa de la fe venidera, pero los bautistas van más allá y afirman que el bautismo de infantes o niños no es apropiado ni legítimo. Además del bautismo por agua, los católicos también reconocen el bautismo de deseo y el bautismo de sangre.
A la doctrina Sola fide a veces se la llama la causa material o el principio de la Reforma porque fue el tema doctrinal central para Martín Lutero y los otros reformadores. Lutero la llamó la "doctrina por la cual la Iglesia permanece o cae" (en latín: articulus stantis et cadentis ecclesiae).

### Sola gratia ("solo por la gracia")
Sola gratia , o "única gracia", excluye específicamente el mérito hecho por una persona como parte del logro de la salvación. Sola gratia es la enseñanza de que la salvación viene por gracia divina o "favor inmerecido" solamente, no como algo merecido por el pecador. Esto significa que la salvación es un regalo inmerecido de Dios por causa de Jesús. Mientras que algunos sostienen que esta doctrina es lo opuesto a la "justicia por obras" y entra en conflicto con algunos de los aspectos de la doctrina católica del mérito, se podría afirmar que este artículo, tomado al pie de la letra, no entra en conflicto de ninguna manera con la enseñanza católica. Si bien la doctrina de que la gracia es verdadera y siempre un don de Dios se sostiene de acuerdo entre ambos puntos de vista, la diferencia en la doctrina radica principalmente en dos hechos. Primero, el de Dios como único actor en la gracia (en otras palabras, que la gracia es siempre eficaz sin la cooperación del hombre), y segundo, que el hombre no puede por ninguna acción propia, actuando bajo la influencia de la gracia, cooperar con la gracia. para "merecer" mayores gracias para sí mismo (la última sería la doctrina de la Iglesia católica). Esta doctrina afirma el monergismo divino en la salvación: Dios actúa solo para salvar al pecador. La responsabilidad de la salvación no descansa en el pecador en ningún grado como en "sinergismo ".
Los protestantes arminianos, como los metodistas, son sinergistas pero también pueden reclamar la doctrina de la sola gratia, aunque la entienden de manera muy diferente a los luteranos y calvinistas.Los arminianos creen que Dios salva solo por la gracia y no por mérito, sino al hombre, capacitado por lo que se conoce como " gracia preceptora", es capacitado por el Espíritu Santo para entender el Evangelio y responder con fe. Los arminianos creen que esto es compatible con la salvación solo por la gracia, ya que toda la salvación real se realiza por la gracia. Los arminianos creen que los humanos solo son capaces de recibir la salvación. Los arminianos, por lo tanto, no rechazan la concepción de la sola gratia expuesta por los teólogos luteranos y reformados, aunque su interpretación de la misma es muy diferente.
John Owen, en Una demostración de arminianismo, rechaza la creencia implícita de que la comprensión de la teología reformada tiene alguna alianza entre las dos doctrinas y el arminianismo no es más que otra forma de pelagianismo, conocido como semipelagianismo.

## Las Cinco Solas
Si bien los reformadores del siglo XVI escribieron sobre las cinco solas en varios escritos de la época, no se mencionan todas juntas en un solo lugar ni se reunieron sistemáticamente hasta el siglo XX.

### Sola scriptura(“solo por medio de la Escritura”)
Sola scriptura enseña que solo la Biblia es la palabra de Dios autoritativa e inspirada, por consiguiente, la única fuente de autoridad, y que es accesible para todos, es decir, que es capaz de ser entendida con claridad, y se puede autointerpretar por medio de ella misma. Lo anterior significa que la Biblia no necesita interpretación fuera de ella misma, idea que se opone directamente a las enseñanzas tradicionales de la Iglesia ortodoxa, las antiguas iglesias orientales ortodoxas, la Iglesia copta, el anglocatolicismo y la Iglesia católica, las cuales enseñan que la Biblia solo puede ser interpretada fielmente por medio de la tradición apostólica, estando ésta representada para la tradición católica por el Magisterio (que es la autoridad de enseñanza que tienen los obispos en unión con el papa). A la Sola scriptura se le llama a veces el principio formal de la Reforma, puesto que es la fuente y norma para el principio material, Sola fide.

### Sola fide(“solo por la fe Dios salva”)
Sola fide es la enseñanza que dice que la justificación (interpretada en la teología protestante como “ser declarado justo por Dios”, y se asume que significa “salvación”) se recibe solo por la fe, sin ninguna mezcla ni necesidad de buenas obras, aunque en la teología protestante clásica, la fe salvadora siempre se evidencia por las buenas obras.

### Sola gratia(“solo por la gracia”)
Sola gratia es la doctrina que sostiene que la salvación viene solo por la gracia divina o gracia de Dios; es decir, por un “favor inmerecido”, no como algo que el pecador haya conseguido por sus propios méritos.

### Solus ChristusoSolo Christo(“solo Cristo salva”)
Solus Christus enseña que Jesucristo es el único mediador entre Dios y el hombre, y que no hay salvación por medio de ningún otro.

### Soli Deo gloria(“solo a Dios la gloria”)
Soli Deo gloria enseña que toda la gloria es sólo para Dios, puesto que la salvación solo se lleva a cabo a través de su voluntad y acción; no sólo el don de la redención todo-suficiente de Jesús en la cruz, sino también el don de la fe en esa redención, creada en el corazón del creyente por el Espíritu Santo.

## Solas adicionales
Más recientemente, algunos eruditos han sugerido que debería haber solas adicionales en la lista: Sola ecclesia ("la Iglesia sola"), Sola caritate ("sólo amor caritativo") y Soli Spiritu (solo en el "Espíritu").